# Führungsoffizier
Ein Führungsoffizier ist im deutschen Sprachgebrauch die nicht fachsprachliche Bezeichnung für einen Angehörigen eines Nachrichtendienstes (hauptamtlicher bzw. hauptberuflicher Mitarbeiter), der im Bereich Human Intelligence (HUMINT) menschliche Quellen (V‑Leute) führt, also Privatpersonen, deren planmäßige, dauerhafte Zusammenarbeit mit einem Nachrichtendienst Dritten nicht bekannt ist (z. B. § 9b Abs. 1, S. 1 BVerfSchG). Anbahnung (Werbung) und Führung von Quellen kann durch eine oder verschiedene Personen erfolgen. Der Führungsoffizier muss, entgegen dem Wortlaut, kein Offizier sein. Die Bezeichnung wird unabhängig vom Status der Person (Soldat, Beamter, Arbeitnehmer) verwendet. Weitere Bezeichnungen sind V-Mann-Führer, VM-Führer, V-Person-Führer, V-Personen-Führer und VP-Führer, wobei der Buchstabe „V“ für Vertrauen und die Buchstaben „VM“ und „VP“ für Vertrauensmann bzw. Vertrauensperson(en) stehen.

## Arbeitsweise
Die Tätigkeit der Führungsoffiziere besteht vor allem darin, die geführten Agenten anzuleiten und auszubilden, ihnen Aufträge zu geben, sie zu bezahlen, ihre Tätigkeit zu überwachen sowie Nachrichten (zum Teil über Kuriere) entgegenzunehmen und weiterzuleiten. Er gibt den Agenten Anweisungen, die z. B. deren Sicherheit betreffen und ist deren Einsatzleiter. Führungsoffiziere treffen sich mit ihren Quellen an neutralen Orten, wie z. B. Restaurants, und bitten darum, die Gespräche vertraulich zu behandeln. Sie stellen die Sicherheitsvorkehrungen für die persönlichen Treffen sicher und geben den Quellen konkrete Aufträge zur Beschaffung besonders schutzwürdiger Informationen, z. B. Verschlusssachen oder anderer Staatsgeheimnisse. Zahlreiche Nachrichtendienste leiten Beschaffungsoperationen direkt aus den Dienstzentralen in ihren Staaten. Hierzu reisen Führungsoffiziere kurzfristig ins Ausland, um dort Quellen zu treffen, oder sie treffen ihren Führungsoffizier in ihrem Heimatland. Alternativ sind Führungsoffiziere abgetarnt an konsularischen oder diplomatischen Vertretungen, Presseagenturen oder Fluggesellschaften eingesetzt. Ihre Legende ist beispielsweise die eines Diplomaten oder Journalisten. Neben der Tätigkeit der Quellenführung können Führungsoffiziere auch offen Informationen sammeln oder bei anderen nachrichtendienstlichen Operationen unterstützen.

## Bundesrepublik Deutschland
Im Bundesnachrichtendienst (BND) wird ein Führungsoffizier als Verbindungsführer bezeichnet, seine Quelle als nachrichtendienstliche Verbindung. Ist er neben der Führung von Quellen auch für deren Werbung zuständig, heißt er Anbahner und Verbindungsführer. Im Verfassungsschutz (Bundesamt, Landesbehörden und Militärischer Abschirmdienst) heißt der Führungsoffizier fachsprachlich V-Mann-Führer.
Ein Verbindungsführer („Operateur“) im BND benötigt eine umfassende operative Schulung, unterschiedliche Sprachkenntnisse und soft skills wie interkulturelle Kompetenz und psychologisches Feingefühl. Fachkenntnisse auf dem Gebiet, aus der die Quelle Informationen liefern soll, sind wünschenswert. Zur Ausbildung der Verbindungsführer beim BND gehört, Leute zu verfolgen und Verfolger abzuschütteln, potenzielle Quellen von einer Zusammenarbeit zu überzeugen sowie die Kommunikation abzusichern, aber auch rechtliche Grundlagen und Dokumentationspflichten. Ein Verbindungsführer nutzt über die Jahre seiner Tätigkeit verschiedene Identitäten. Für ihn steht die Sicherheit der Quellen an oberster Stelle. Die Arbeit in der menschlichen Quellenführung (HUMINT) wird im BND als „operative Tätigkeit“ bezeichnet.

## DDR
Im Ministerium für Staatssicherheit (MfS) der Deutschen Demokratischen Republik (DDR) gab es 12.000 bis 13.000 Führungsoffiziere (Hauptamtlicher Mitarbeiter), die Inoffizielle Mitarbeiter (IM) und Offiziere im besonderen Einsatz (OibE) führten. MfS-Führungsoffiziere wurden auch als vorgangsführende Mitarbeiter oder IM-führende Mitarbeiter bezeichnet. Führungsoffiziere waren für eine Region oder Institution, für bestimmte Personenkreise oder spezifische Sachfragen zuständig und hatten die Sicherheitslage in ihrem Verantwortungsbereich zu beurteilen. Es wurde von ihnen erwartet, dass sie insbesondere durch Rekrutierung und Einsatz von IM die „staatliche Sicherheit und die gesellschaftliche Entwicklung“ vorbeugend sicherten. Verdächtige Personen waren in „Operativen Vorgängen“ oder „Operativen Personenkontrollen“ zu „bearbeiten“, Personengruppen mit besonderen Befugnissen mit Sicherheitsüberprüfungen unter Kontrolle zu halten. Bei der Erfüllung ihrer Aufgaben sollten sie das politisch-operative Zusammenwirken mit anderen staatlichen und gesellschaftlichen Institutionen nutzen.
Die operativ tätigen Angehörigen des MfS waren Offiziere.